# 10. kolovoza
10. kolovoza (10. 8.) 222. je dan godine po gregorijanskom kalendaru (223. u prijestupnoj godini).
Do kraja godine imaju još 143 dana.

## Događaji
- 1415. – Bitka kod Lašve.
- 1861. – nastupni govor grofa Đure Jelačića, kojim je skrenuo pozornost na pokušaje susjeda da odnarode Hrvate
- 1915. – Osmansko Carstvo u velikom protunapadu, predvođeni pukovnikom Mustafom Kemalom osvajaju hrbat Sari Bair, u bitci za Sari Bair u Prvom svjetskom ratu
- 1941. – drugi dan pogroma u rkt. župi Krnjeuši kod Bos. Petrovca, u kojem su četnici ubili 240 seljana, etnički očistivši tako taj kraj od Hrvata
- 1992. – morska pijavica kod Rovinja, kod otoka Svetog Andrije, rezultirala je potonućem broda i pogibijom izletnika

| - 1267. – Kralj Jakov II. Aragonski († 1327.) - 1296. – Ivan I., Grof Luksemburški († 1346.) - 1360. – Francesco Zabarella, talijanski pravnik († 1417.) - 1489. – Jacob Sturm von Sturmeck, njemački državnik i reformator († 1553.) - 1560. – Hieronymus Praetorius, njemački skladatelj († 1629.) - 1602. – Gilles de Roberval, francuski matematičar († 1675.) - 1645. – Eusebio Kino, talijanski katolički misionar († 1711.) - 1737. – Anton Losenko, ruski slikar († 1773.) - 1852. – Matko Laginja, hrvatski pravnik i političar († 1930.) - 1877. – Frank James Marshall, američki šahist († 1944.) - 1889. – Charles Darrow, izumitelj Monopola († 1967.) - 1894. – Lorenz Karall, hrvatski odvjetnik i političar († 1965.) - 1926. – Edwin Carr, novozelandski skladatelj i pijanist († 2003.) - 1960. – Antonio Banderas, španjolski glumac i pjevač - 2003. – Ilija Kovtun, ukrajinski i hrvatski gimnastičar | - 612. pr. Kr. – Sinsharishkun, asirski kralj - 258. – Sveti Lovro, mučenik - 1535. – Ippolito de' Medici,vladar Firence (otrovan) - 1633. – Anthony Munday, engleski pisac - 1637. – Johann Gerhard, njemački vođa Luterana - 1653. – Maarten Tromp, nizozemski admiral - 1723. – Guillaume Dubois, francuski kardinal i državnik - 1784. – Allan Ramsay, škotski slikar - 1802. – Franz Aepinus, njemački znanstvenik - 1806. – Michael Haydn, austrijski skladatelj - 1839. – John St. Aubyn, britanski sakljupač fosila - 1960. – Frank Lloyd, američki redatelj, scenarist i producent (* 1886.) - 2008. – Isaac Hayes, američki glazbenik soula, producent, dobitnik Oscara (* 1942.) - 2025. – Saša Dmitrović, hrvatski knjižar i publicist (* 2025.) |

## Blagdani i spomendani
- Dan grada Petrinje
- Dan grada Varaždinskih Toplica
- Dan grada Vodnjana

## Imendani
- Lovro